# Oxira nyx
Oxira nyx är en fjärilsart som beskrevs av Schultz. 1937. Oxira nyx ingår i släktet Oxira och familjen nattflyn. Inga underarter finns listade i Catalogue of Life.